# Alauda
Alauda er en slægt af fugle i lærkefamilien, der omfatter tre arter udbredt i Eurasien samt på Kap Verde. Fra Danmark kendes arten sanglærke.

## Arter
De tre arter i slægten Alauda
- Sanglærke, Alauda arvensis
- Lille sanglærke, A. gulgula
- Razolærke, A. razae, fra Kap Verde